# Алессандро Баццані (сценограф)
Алесса́ндро Бацца́ні (італ. Alessandro Bazzani; Одеса, 1846 рік — Рим, 1911 рік) — італійський сценограф.

## Біографія
Алессандро Баццані народився в Одесі в 1846 році в сім'ї художника-постановника Карло Поцці.
У 1866 та 1867 роках з політичних мотивів був арештований. У 1871–1872 роках разом з драматургом П'єтро Косса підготував низку вистав і досяг успіху.
Він проживав на Янікулу, де й помер 5 жовтня 1911 року.

## Творча діяльність
Стиль Баццані зазнав впливу пізнього романтизму, але Косса надихнув його на більш точний реалізм, що передбачав копіювання реальності шляхом додавання елементів уяви.

## Співпраця з драматургом П'єтро Косса
Початком кар'єри була вистава драматурга Косса «Нерон», після якої створив сцени для «Кола ді Рієнцо» ( 1873–1874); Мессаліна, (1876); Борджіа (1878); Сесілія (1879–1880 ).
Згодом Косса написав свою останню оперу «Ariosto e gli Estensi» (1874 рік), але через кілька років автор помер, і Баццані став офіційним сценографом урочистостей, що проходили в 1881–1882 роках.
Одночасно зі спільною діяльністю з П'єтро Косса Баццані співпрацював з оперним театром з 1874 року. З 1876 року до 1888 року Баццані безперервно співпрацював з театром «Аполлон», створюючи сцени для однієї або двох дій.
В останні десятиліття дев'ятнадцятого століття Баццані працював як з виставами, так і з оперою, а між 1870 і 1894 роками Баццані працював у Римі з найпрестижнішими акторами: Аделаїда Рісторі, Вірджинія Маріні, Ернесто Россі та Ермете Новеллі тощо
Важливими були його декорації для двох знаменитих Теодор Вікторієна Сарду, одну у виконанні Елеонори Дузе (1885), а іншу — Сари Бернар (1889).
Між 1880 і 1884 роками він готував сцени для деяких відомих балетів, таких як «Карло спойлер» Г. Рота.
У 1894 році сценарист переїхав до Генуї де працював у театрах Карла Феліче, Флоренції і Калабрії, Апулії, Тунісу, Кефалонії та Корфу. Після 1896 року співпрацював у театрі Сан-Карло в Неаполі, але смерть сина змусила його повернутися до столиці.
У ті роки в постановці поширилася хвиля нововведень, але Баццані не прийняв нових сценографій..
Баццані був у своєму репертуарі у всіх жанрах, які вимагають театри. Він готував сценарії офіційних свят і церемоній, включаючи відкриття статуї Джордано Бруно (1889).